# بينس بيريس
بينس بيريس (بالمجرية: Béres Bence)‏ هو متزلج سريع مجري، ولد في 26 أغسطس 1992.

## وصلات خارجية
- بينس بيريس على موقع ShortTrackOnLine.info (الإنجليزية)
- بينس بيريس على موقع أوليمبيديا (الإنجليزية)
- بينس بيريس على موقع اللجنة الأولمبية المجرية (الهنغارية)